# Джирхва

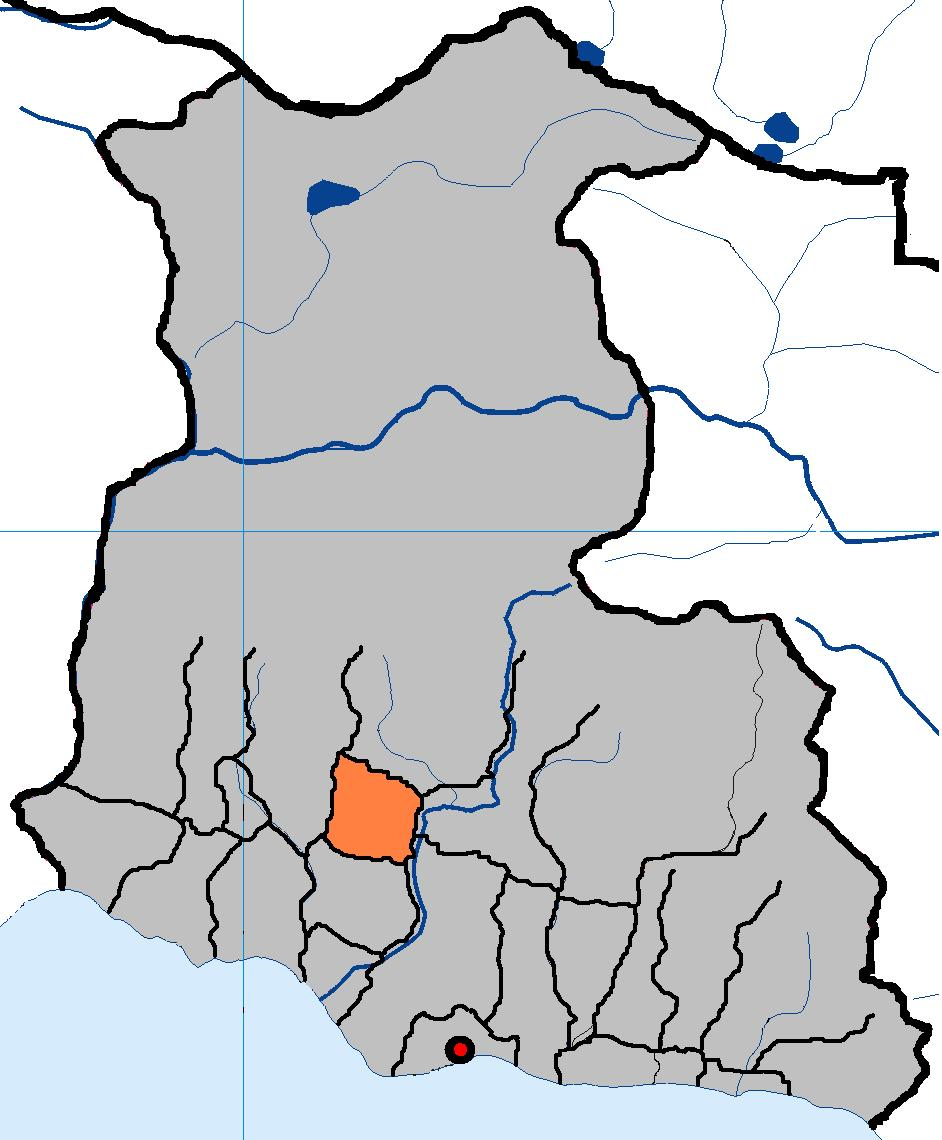
Расположение села Джирхва

Джирхуа / Джи́рхва (абх. Џьырхәа; груз. ჯირხვა) — село в Абхазии, в Гудаутском районе частично признанной Республики Абхазия, согласно административному делению Грузии — в Гудаутском муниципалитете Абхазской Автономной Республики. Расположено к северо-западу от райцентра — города Гудаута в равнинно-холмистой зоне.
В административном отношении село является административным центром Джирхвинской сельской администрации (абх. Џьырхәа ақыҭа ахадара), в прошлом Джирхвинского сельсовета. С севера село примыкает к основному шоссе Абхазии.

## Границы
На севере Джирхуа граничит с сёлами Отхара и Хуап, на востоке — по реке Хыпста с селом Дурипш, на юге — с селом Звандрипш, на западе — с Отхарой.

## Население
По данным переписи 1959 года в селе Джирхва жило 166 человек, в основном абхазы (в Джирхвском сельсовете в целом — 2075 человек, также в основном абхазы). По данным переписи 1989 года население Джирхвского сельсовета составило 2007 человек, в том числе села Джирхва — 188 человек, в основном абхазы. По данным переписи 2011 года численность населения сельского поселения (сельской администрации) Джирхва составила 1556 жителей, из них 98,2 % — абхазы (1528 человек), 0,6 % — греки (10 человек), 0,4 % — русские (7 человек), 0,2 % — армяне (3 человека), 0,2 % — грузины (3 человека), 0,3 % — другие (5 человек).
По данным переписи населения 1886 года в селении Джирхва проживало православных христиан — 1164 чел., мусульман-суннитов — 125 чел. По сословному делению в Джирхва имелось 13 князей, 45 дворян и 1231 крестьянин. Представителей православного духовенства и «городских» сословий в Джирхуа не проживало.
В сталинский период в Джирхва, как и во многие другие сёла Бзыбской Абхазии, переселяют крестьян из Грузии. Большинство из них размещается в посёлке Сынырхуа. Во время грузино-абхазской войны большинство грузин покинуло село.
| Год переписи | Число жителей | Этнический состав                                        |
| ------------ | ------------- | -------------------------------------------------------- |
| 1886         | 1289          | абхазы 100 %                                             |
| 1926         | 2017          | абхазы 89,3 %; грузины 1,5 %; русские 1,3 %; греки 0,8 % |
| 1959         | 2075          | абхазы (нет точных данных)                               |
| 1989         | 2007          | абхазы (нет точных данных), грузины 70 % в пос. Сынырхуа |
| 2011         | 1556          | абхазы (98,2 %), греки (0,6 %)                           |

## Историческое деление
Село Джирхуа исторически подразделяется на 6 посёлков (абх. аҳабла):
- Апшанхара (Эширхуа)
- Ахуца
- Бгардвны (Бгардваны)
- Эмхагуаюа
- Куанапа
- Сынырхуа

Посёлки, расположенные выше, традиционно именуются Верхняя Джирхуа, более низменные — Нижняя Джирхуа.

## Знаменитые уроженцы
- Маан Кац Бежанович
- Палба, Шамиль Кублухович
- Харазия, Владимир Камсагович